# Since U Been Gone
Since U Been Gone (Když jsi odešel) je druhým singlem Kelly Clarkson z jejího druhého alba Breakaway. Song produkoval Max Martin a Dr. Luke. Song vyšel v roce 2005, Clarkson v něm lamentuje nad skončeným vztahem a hledá v songu úlevu. Since U Been Gone je o to pozoruhodnější skladba, jelikož právě od tohoto songu se počala vyvíjet pop-rocková image Clarkson.
Píseň se stala velmi úspěšnou v Americe se stala druhým nejprodávanějším singlem digitálních downloadů. Prodalo se celkem 1,2 milionu kopií. Za tuto píseň byla i v roce 2006 nominovaná jako nejlepší ženský výkon na prestižní cenu Grammy, kterou získala.

## Původ a vznik písně
Poslední dvě písně Kelly Clarkson Low a The Trouble With Love Is v americkém žebříčku naprosto selhaly. Proto se rozhodla vzít kontrolu nad tvorbou svých písní. Za pomoci právníka a podpory dalšího účastníka American Idol Claye Aikena doplnili do svého kontraktu s nahrávací společností hudební styl pop-rock.
Po dokončení alba Breakaway se rozhodovalo o tom, která píseň vyjde jako druhá v pořadí. Clarkson se rozhodla pro jednu z písní, kterou napsala společně s ex-členy Evanescence Benem Moodym a Davidem Hodgesem, ale plán ji zatrhla vydavatelská společnost. Proto padlo rozhodnutí na píseň Since U Been Gone, kterou napsalo švédské duo Max Martina a Dr. Luke.

## Hitparádové úspěchy
Píseň se stala velmi oblíbenou a úspěšnou, jen v USA se ji přes digitální stahování prodalo více než 1,2 miliony a půl milionu lidí má tuto píseň i jako mobilní vyzvánění. V americké hitparádě ARC Weekly Top 40 se dokonce na konci podařilo Clarkson to, co ještě žádnému interpretovi v závěrečné „zúčtovací“ hitparádě za rok 2005 měla Kelly v TOP 5 hned tři písně mimo Since U Been Gone i Behind These Hazel Eyes a Because Of You.
Píseň se opakovaně umisťuje v žebříčku nejlepších písní všech dob a nejlepších písní dekády 2000–2011.

## Videoklip
Videoklip byl natáčen v jednom americkém bytě a symbolizuje rozchod Clarkson s jejím přítelem, jelikož byt celý zdemoluje (strhne police, rozbije skleněný stůl, vyháže všechno oblečení ze skříní, vypotřebuje zubní pasty, gely a šampóny), což má symbolizovat, že už na něj nechce nikdy více myslet. Na konci klipu Kelly s úsměvem byt opouští a chvíli po jejím odchodu se vrací její bývalý přítel s novou přítelkyní a vidí, jak je jejich byt zničený.
Na MTV Music Video Awards 2005 obdrželo toto video dvě ceny a to za nejlepší ženský a popový videoklip.

## Umístění ve světě
| Hitparáda             | Umístění |
| --------------------- | -------- |
| Austrálie             | 3        |
| Rakousko              | 3        |
| Belgie                | 22       |
| Kanada                | 1        |
| Nizozemsko            | 4        |
| Německo               | 6        |
| Indonésie             | 1        |
| Irsko                 | 4        |
| Itálie                | 35       |
| Nový Zéland           | 11       |
| Norsko                | 9        |
| Mexiko                | 11       |
| Švédsko               | 16       |
| Švýcarsko             | 7        |
| Jihoafrická republika | 1        |
| Velká Británie        | 5        |
| USA                   | 2        |
| Svět                  | 8        |

## Úryvek textu
But since you been gone
I can't breathe for the first time
I'm so movin' on, yeah yeah
Thanks to you now I get what I want
Since you been gone